# الجبهة الساندينية للتحرير الوطني
الجبهة الساندينية للتحرير الوطني (بالإسبانية: Frente Sandinista de Liberación Nacional، واختصاراً: FSLN) هو حزب اشتراكي ديمقراطي في نيكاراغوا. يُطلق على أعضائها اسم ساندينيين أو ساندنيستاس في كل من اللغتين الإنجليزية والإسبانية. اسم الحزب مشتق من اسم أغوستو سيزار ساندينو الذي قاد المقاومة النيكاراغوية ضد احتلال الولايات المتحدة لنيكاراغوا في الثلاثينات.
أطاحت الجبهة الساندينية للتحرير الوطني بأناستازيو سوموزا دي بايل في 1979 منهين بذلك حكم سلالة سوموزا، وأسسوا حكومة ثورية بدلا منها. مع امتلاكهم السلطة، حكم الساندينيون نيكاراغوا من 1979 إلى 1990، في البداية كجزء من الإعمار الوطني. بعد استقالة الأعضاء من خونتا، استولت الجبهة الساندينية للتحرير الوطني على السلطة بصورة كاملة في مارس 1981. أدخلت الجبهة الساندينية للتحرير الوطني سياسة محو الأمية، كما خصصوا جزءا كبيرا من المصادر في الرعاية الصحية، كما شجعوا على المساواة بين الجنسين، ولكنهم وقعوا تحت انتقاد عالمي بسبب انتهاكات حقوق الإنسان والإعدامات الجماعية وقمع السكان الأصليين. تم تأسيس جماعة كونترا المدعومة من الولايات المتحدة في 1981 بهدف الإطاحة بالحكومة الساندينية والتي مولتها ودربتها وكالة المخابرات المركزية الأمريكية. في 1984 تم عقد الانتخابات التي قررت أحزاب المعارضة مقاطعتها. فازت الجبهة الساندينية للتحرير الوطني بأغلبية الأصوات، بينما فاز معارضو الساندينيين بحوالي ثلث المقاعد. استمرت الحرب الأهلية بين الساندينيين والكونترا حتى 1989. بعد مراجعة الدستور في 1987 وبعد عشر سنوات من قتال الكونترا، خسرت الجبهة الساندينية للتحرير الوطني انتخابات 1990 لصالح فيوليتا تشامورو ولكن احتفظوا ببعض المقاعد التشريعية.
الجبهة الساندينية للتحرير الوطني هو الآن الحزب الحاكم الأوحد في نيكاراغوا. يعارض الجبهة الساندينية للتحرير الوطني الحزب الليبرالي الدستوري الأصغر كثيرا. في انتخابات نيكاراغوا العامة في 2006، تم انتخاب رئيس الجبهة الساندينية للتحرير الوطني السابق دانييل أورتيغا من جديد رئيسا لنيكاراغوا بإجمالي 38.7% من الأصوات في مقابل 29% لمنافسه مما أدى إلى ثاني حكومة ساندينية في البلاد بعد 17 سنة من فوز الأحزاب المعارضة بالانتخابات. تم انتخاب أورتيغا والجبهة الساندينية للتحرير الوطني من جديد في الانتخابات الرئاسية في نوفمبر 2011 ونوفمبر 2016.

## الإيدولوجيا
من خلال وسائل إعلام وأعمال قادة الجبهة الساندينية للتحرير الوطني مثل كارلوس فونسيكا، أصبحت حياة أغوستو سيزار ساندينو رمزا فريدا في نيكاراغوا. اكتسبت إيدولوجيا الساندينية زخما في 1974 عندما أدت قضية رهائن إلى رضوخ حكومة سوموزا لمطالب الجبهة الساندينية للتحرير الوطني وطباعة ونشر أعمال ساندينو في صحف شهيرة وفي وسائل الإعلام.

## مبادئ الحكومة
من أجل تفسير طريقة الحكم، قدمت الجبهة الساندينية للتحرير الوطني أربعة مبادئ رئيسية من أعمال كارلوس فونسيكا وفهمه لدروس ساندينو. طبقا لبروس رايت فإن «حكومة خونتا للإعمار الوطني وافقت –تحت قيادة الساندينيين- على أن تكون هذه المبادئ هي أساس تكوين الحكومة على أن تتسم بهذه المبادئ». من المتفق عليه بشكل عام أن هذه المبادئ تطورت من «إيدولوجية الساندينيين». ثلاثة من هذه المبادئ (فيما عدا المشاركة العامة والتي تضمنت في المادة 2 من دستور نيكاراغوا) تم تضمينها في المادة 5 من دستور نيكاراغوا. المبادئ هي:
1. الجمعية السياسية: كان النجاح الساحق للجبهة الساندينية في قيادة التمرد وفي الحفاظ على الجبهة الحاكمة مبنيا على حقيقة أن الجبهة الساندينية للتحرير الوطني كانت قد عملتمع قطاعات متعددة من السكان من أجل هزيمة دكتاتورية سوموزا. كانت الجبهة الساندينية للتحرير الوطني وكل من شاركوا في الحكومة المؤقتة الجديدة متنوعين، حيث كانوا «جمعيين بكل معنى الكلمة».
2. الاقتصاد المختلط: جعل فهم فونسيكا بأن نيكاراغوا لم تكن مجرد دولة إقطاعية وأنها لم تطور فعليا نظاما رأسمالي خاصا بها، جعل الأمر واضحا بأن طريق الإقطاعية الرأسمالية الاشتراكية ليس الطريق الصحيح للتفكير في التطور المستقبلي في نيكاراغوا. لم يكن يُنظر إلى الجبهة الساندينية للتحرير الوطني ببساطة كحامية الثورة البروليتارية. لم تكن البروليتارية سوى جزء ضئيل من السكان. اقترح الهيكل المعقد في الثورة والمبني على الاتحاد بين الناس من مختلفة طبقات الشعب، اقترح افتراض كون الجبهة الساندينية للتحرير الوطني «حامية الشعب» حتى وإن لم يكن الأمر ذا معنى.
3. المشاركة العامة: لا يشير هذا المبدأ إلى التمثيل الديمقراطي البسيط فقط. يتمثل تضمين المؤسسات الكبرى في مجلس الدولة في هذه الرؤية. في المادة 2 من الدستور ورد المبدأ كما يلي: «يمارس الشعب الديمقراطية، ويشاركون بحرية في قرارات بناء النظام الاقتصادي والسياسي والاجتماعي بما يناسب احتياجياتهم. يمارس الشعب السلطة مباشرة ومن خلال وسائل ممثليهم المنتخبين بحرية طبقا للاقتراع العالمي والمتكافئ والمباشر والحر والسري».[13]
4. عدم الانحياز العالمي: هذا المبدأ نتيجة للمفاهيم البوليفارية الأساسية لساندينو كما تم تخفيفها في الفهم الحديث لفونسيكا. شكلت الولايات المتحدة والعديد من الكيانات الاقتصادية الأمريكية جزءا هاما من مشكلة نيكاراغوا. إلا أن بعض التجارب مع الأحزاب التقليدية المتحالفة مع الاتحاد السوفيتي كانت أيضا غير مُرضية. بالتالي كان واضحا أنه لا بد لنيكاراغوا أن تبحث عن طريقها الخاص.

يدعي بروس رايت أن «كانت هذه مساهمة ضرورية من أعمال فونسيكا ليكون قيادة للجبهة الساندينية للتحرير الوطني أثناء السنوات الثورية وبعدها».

## النتائج الانتخابية

### الانتخابات الرئاسية
| السنة | المرشح  | مجموع الأصوات الكلي | النسبة المئوية من مجموع الأصوات |
| ----- | ------- | ------------------- | ------------------------------- |
| 1984  | أورتيغا | 735,967             | 66.97% (المرتبة الأولى)         |
| 1990  | أورتيغا | 579.886             | 40.82% (المرتبة الثانية)        |
| 1996  | أورتيغا | 664,909             | 37.83% (المرتبة الثانية)        |
| 2001  | أورتيغا | 922,436             | 42.28% (المرتبة الثانية)        |
| 2006  | أورتيغا | 854.316             | 38.07% (المرتبة الأولى)         |
| 2011  | أورتيغا | 1,569,287           | 62.46% (المرتبة الأولى)         |
| 2016  | أورتيغا | 1,806,651           | 72.44% (المرتبة الأولى)         |
| 2021  | أورتيغا | 2,053,342           | 75.92% (المرتبة الأولى)         |